# 김성열
김성열(1969년 10월 6일 ~)은 빙그레/한화에서 뛴 전 야구 선수다.
2023년 현재 한국디지털미디어고등학교의 교감이다.

## 출신 학교
- 동산고등학교
- 인하대학교

## 같이 보기
- 빙그레 이글스 연도별 선수 명단